# Mairie du 19e arrondissement de Paris

Logo de la mairie du de Paris.

La mairie du 19e arrondissement de Paris est le bâtiment qui héberge les services municipaux du 19e arrondissement de Paris, en France.

## Situation et accès
La mairie du 19e arrondissement est située place Roger-Madec.

## Historique
Le bâtiment a été conçu par l'architecte Gabriel Davioud et construit entre 1876 et 1878.
La façade du pavillon central est ornée des sculptures de L'Approvisionnement en eau d'Aristide Croisy et de L'Approvisionnement en bétail, de Georges Clère.
Le peintre Diogène Maillart est l'auteur du plafond de l'escalier d'honneur, La Ville de Paris instruisant ses enfants, et du plafond du palier, La Parure de la femme. Henri Gervex est l'auteur du tableau Mathurin Moreau (sculpteur et maire du XIXe arrondissement) mariant son fils, accroché dans la salle des mariages.